# Родионов, Борис Николаевич
Борис Николаевич Родионов (1921—2015) — советский и российский учёный, доктор технических наук, профессор кафедры аэрофотогеодезии Московского института инженеров землеустройства.

## Биография
Родился 14 января 1921 года в г. Козьмодемьянск Казанской губернии, сын Николая Александровича Родионова — политкомиссара РККА, делегата XVII съезда ВКП(б).
В 1938 году поступил в Московский институт землеустройства. В августе 1941 года мобилизован на Карельский фронт, затем возобновил учёбу и в 1943 году окончил отделение аэрофотогеодезии МИИЗ.
В 1945 году экстерном сдал экзамены летно-штурманских курсов и с 1945 по 1950 год работал аэросьемщиком I класса в «Аэрогеологии» и «Полярной авиации».
В 1947 году поступил в аспирантуру, научный руководитель — профессор Виктор Филиппович Дейнеко.
В 1952 году защитил кандидатскую диссертацию, в 1965 году — докторскую. Профессор (1967).
1951—1956 — старший инженер и заместитель начальника отдела «Гидропроекта».
1957—1967 — заведующий кафедрой аэрофотосъёмки МИИГАиК.
1968—1973 — заведующий лабораторией ИКИ АН СССР.
1974—1976 — заведующий отделом в Госцентре «Природа».
С 1976 года профессор кафедры аэрофотогеодезии МИИЗ.
с 1982 года — заведующий отделом Российского института мониторинга земель и экосистем.
Под его руководством изготовлены топографические планы лунной поверхности в местах посадки станций «Луна-9» и «Луна-13» и маршрутов «Лунохода-1» и «Лунохода-2».
Умер 24 августа 2015 года на 95 году жизни после тяжёлой продолжительной болезни. Похоронен на Головинском кладбище Москвы.

## Монографии
- Родионов Б. Н. Динамическая фотограмметрия. — М.: Недра, — 1983. — 312 с.
- Родионов Б. Н. Динамическая фотограмметрия. Переиздание для Инернет с авторскими исправлениями, Москва, «NETMASTERS.RU», 2011.